# Ana Jara Martínez
Ana Jara Martínez (Valencia, 17 de noviembre de 1995), es una actriz, bailarina, cantante, escritora y productora española, conocida internacionalmente por interpretar a Jimena Medina en la serie juvenil de Disney Channel Soy Luna.

## Estudios artísticos
Desde pequeña demostró interés por el mundo del espectáculo tomando clases de teatro, canto, comedia musical y guitarra. Además tomó clases de baile especializándose en distintos géneros.

## Carrera
Martínez, en Valencia formó parte de distintas obras de teatro, sobre todo en varias comedias musicales, pero su verdadero salto a la fama ocurrió en el año 2016 al formar parte del elenco protagónico de la serie Soy Luna. Además, formó parte de las bandas sonoras de la serie y participó de las tres giras (dos por Latinoamérica y una por Europa) de dicha serie.
En el 2015 formó parte del elenco de la película Woman Rules, luego en el 2016 (en paralero con su trabajo en Soy Luna), produjo y protagonizó un cortometraje.
En 2019 se unió al elenco principal de la segunda temporada de la serie española Bajo la red, donde interpreta a Anaís. Ese mismo año, tuvo una participación en la serie de Atresplayer Terror app y protagonizó la obra de teatro Detrás de la diputada. En enero de 2020 crea su propia productora teatral llamada La Caprichosa Producciones, adquiriendo los derechos de la obra de teatro Mamá está mas chiquita.
En 2021 protagonizó la serie La reina del pueblo en Atresplayer, donde interpreta a Estefi. Ese mismo año acudió como invitada al programa de Movistar+ La resistencia, presentado por David Broncano.

## Filmografía
| Año       | Título              | Personaje/ Rol      | Notas         |
| --------- | ------------------- | ------------------- | ------------- |
| 2016-2018 | Soy Luna            | Jimena «Jim» Medina | 219 episodios |
| 2019      | Bajo la red         | Anaís Abarrategui   | 7 episodios   |
| 2019      | Terror App          | Almu                | 1 episodio    |
| 2021      | La reina del pueblo | Estefi              | 6 episodios   |
| 2022      | Sequía              | Paula (joven)       | 8 episodios   |
| 2022-2023 | Días mejores        | Lali Pardo          | 18 episodios  |
| 2023      | Bosé                | Rosa (joven)        | 5 episodios   |
| 2023-2024 | 4 estrellas         | Luz Romaña Lasierra | 259 episodios |
| 2025      | Camino a Arcadia    | Naira               | 6 episodios   |

### Cine
| Año  | Película                      | Rol                   | Notas               |
| ---- | ----------------------------- | --------------------- | ------------------- |
| 2015 | Women Rules                   | Claire                | Película            |
| 2016 | Para el                       | Protagonista          | Cortometraje        |
| 2017 | Paralelos                     | Protagonista          | Cortometraje        |
| 2021 | Soy Luna: El último concierto | Ella misma/Jim Medina | Película documental |
| 2024 | ¿Quien es quien?              | Leire Fuentes         | Película            |

### Teatro
| Año  | obra                       |  |
| ---- | -------------------------- |  |
| 2010 | La sirenita                |  |
| 2014 | Te vuelves demasiado viejo |  |
| 2019 | Detrás de la diputada      |  |
| 2019 | Nunca pasa nada            |  |
| 2023 | Las tres desgracias        |  |

## Giras
- Soy Luna en concierto (2017) - Gira latinoamericana
- Soy Luna Live (2018) - Gira europea
- Soy Luna en vivo (2018) - Gira latinoamericana

## Libros
- Martínez, Ana Jara (4 de junio de 2019). Soy muchas cosas en un cuerpo tan pequeño. Ediciones Martínez Roca. p. 160. ISBN 978-84-270-4595-8. [9]

## Premios y nominaciones
| Año  | Premiación  | Categoría         | Trabajo  | Resultado | Ref(s) |
| ---- | ----------- | ----------------- | -------- | --------- | ------ |
| 2017 | Fans Awards | Actriz Revelación | Soy Luna | Ganadora  | [ 10 ] |